# Lukas Krüger
Lukas Felix Krüger (* 20. Januar 2000 in Hamburg) ist ein deutscher Fußballspieler. Der Stürmer und Flügelspieler stand zuletzt im Profikader des deutschen Drittligisten FSV Zwickau.

## Karriere

### Karrierebeginn in Hamburg und Zeit bei RB Leipzig
Lukas Krüger wurde am 20. Januar 2000 in Hamburg geboren und begann im Alter von drei Jahren mit dem Fußballspielen. Bis zum Sommer 2015 gehörte er dem Nachwuchs des FC St. Pauli an und wechselte in weiterer Folge in die Jugend und ins Internat des RB Leipzig. Dort kam er ab der Saison 2015/16 in der zweiten Mannschaft der B-Jugend zum Einsatz und brachte es in dieser Spielzeit auf 14 Einsätze und vier Tore in der Staffel Nord/Nordost der B-Junioren-Regionalliga. Im Endklassement rangierte das Team mit drei Punkten Vorsprung auf Hansa Rostock und den Chemnitzer FC auf dem ersten Tabellenplatz. In der nachfolgenden Spielzeit gehörte er bereits der ersten Mannschaft der B-Junioren mit Spielbetrieb in der B-Junioren-Bundesliga an. Dabei kam er in 22 von 26 möglich gewesenen Ligapartien zum Einsatz und erzielte 14 Tore, womit er hinter Elias Abouchabaka der zweitbeste Torschütze im Kader der Leipziger war. Hervorzuheben ist hierbei besonders der 7:0-Sieg über die B-Junioren von Dynamo Dresden am 26. November 2016, bei dem der Mittelstürmer fünfmal zum Torerfolg kam. In der auslaufenden Spielzeit 2016/17 brachte er es unter Achim Beierlorzer auch noch zu zwei Einsätzen in der A-Junioren-Bundesliga. Während er mit den B-Junioren auf den zweiten Platz der Staffel Nord/Nordost, belegte er mit den A-Junioren den dritten Tabellenplatz.
In der Saison 2017/18 agierte Krüger als Stammkraft in der Offensive der A-Jugend, wobei allerdings Torerfolge lange Zeit ausblieben. Erst im letzten Saisondrittel konnte der 1,90 m große Angriffsspieler erstmals in dieser Spielzeit Tore erzielten und brachte es am Ende auf fünf Treffer und zwei Assists bei insgesamt 21 Meisterschaftsspielen. Zweimal reichte es für eine Wahl in die „Elf der Woche“. Zudem war er in drei der vier Gruppenspiele seiner Mannschaft in der UEFA Youth League 2017/18 im Einsatz, wobei er besonders beim letzten Spiel, einem 2:2-Remis gegen die U-19-Mannschaft der AS Monaco, auffiel, als er ein Tor selbst erzielte und ein weiteres für seine Teamkollegen vorbereitete. Als Dritter in der Gruppe G schaffte es RB Leipzig jedoch nicht in die nachfolgende Runde. Zwei weitere Einsätze konnte er in dieser Saison im DFB-Junioren-Vereinspokal, in dem er mit der Mannschaft noch im Achtelfinale gegen den FC Schalke 04 unterlag und frühzeitig aus dem Wettbewerb ausschied. Neben Nico Böhmer, Julian Krahl und Naod Mekonnen war Krüger einer von vier Local Player, die im Sommer 2018 von RB Leipzig mit einem Profivertrag ausgestattet wurden. Gleich im Anschluss daran trainierte Krüger ausschließlich mit der Profimannschaft und saß Ende Juli bzw. Anfang August in der zweiten Qualifikationsrunde zur UEFA Europa League 2018/19 erstmals in Pflichtspielen auf der Ersatzbank der Profis. Von dieser kam er im Rückspiel bei einem 1:1-Remis gegen den BK Häcken zum Einsatz, als ihn Ralf Rangnick in der 70. Spielminute für Matheus Cunha einwechselte.
Aufgrund einer Verletzung, die er sich nur kurz darauf zugezogen hatte und er mehrere Wochen ausfiel, schwanden für ihn die Chancen sich wieder für die Profis anzubieten, weshalb Krüger die Saison noch zu Ende spielte und sich dann für einen Vereinswechsel entschied. Für die A-Junioren des RB Leipzig hatte er nur mehr als Ersatzspieler gedient und war lediglich in einer einzigen Partie über die vollen 90 Minuten zum Einsatz gekommen. Am Ende kam er auf eine Bilanz von 19 Meisterschaftseinsätzen, zwei Treffern und einem Assist, wobei er die Spielzeit auf dem dritten Tabellenrang abschloss. Hinzu kamen noch vier Einsätze im DFB-Pokal der Junioren 2018/19, in dem er mit der Mannschaft ins Finale einzog und dort knapp den A-Junioren des VfB Stuttgart mit 1:2 unterlag.

### Wechsel nach Berlin
Im Sommer 2019 wechselte Krüger daraufhin in die Hauptstadt Berlin, wo er beim BFC Dynamo mit Spielbetrieb in der viertklassigen Regionalliga Nordost anheuerte. So wurde er von Christian Benbennek bereits im ersten Saisonspiel eingesetzt und spielte noch auf seiner angestammten Position als Mittelstürmer. Danach variierten die Positionen noch etwas, ehe er ab Ende August nahezu ausschließlich als Rechtsaußen zum Einsatz kam. Bis zum Abbruch der Spielzeit 2019/20 aufgrund der COVID-19-Pandemie hatte es Krüger auf 24 Ligaspiele, drei -tore, sowie fünf -vorlagen gebracht. Hinzu kamen Einsätze in allen Spielen des Berliner Landespokals, der in weiterer Folge ebenfalls abgebrochen wurde und bei dem Krüger drei Treffer erzielt hatte. In der Sommerpause 2020 tat sich für Krüger ein abermaliger Wechsel – diesmal zurück in den Profifußball – auf.

### Erste Einsätze als Profispieler in Meppen
So wurde am 31. Juli 2020 der Wechsel des 20-jährigen Angriffsspielers zum Drittligisten SV Meppen, bei dem er einen Zweijahresvertrag unterzeichnet hatte, bekanntgegeben. Der einstige deutsche Nationalspieler Torsten Frings, der erst wenige Tage zuvor das Traineramt beim Klub aus Meppen übernommen hatte, ließ ihn zu Beginn der Spielzeit 2020/21 noch auf der Ersatzbank Platz nehmen und von dieser erst ab der sechsten Runde zu Kurzeinsätzen kommen. Sein erstes Spiel in einer nationalen Profiliga absolvierte Krüger somit am 21. Oktober 2020, als er bei einer 1:4-Heimniederlage gegen den Hallescher FC in der 76. Spielminute für Janik Jesgarzewski eingewechselt wurde, bei einem 3:2-Heimsieg über den 1. FC Kaiserslautern im Oktober 2020 erzielte er den Siegtreffer.

### Wechsel nach Zwickau
Nach zwei Spielzeiten in Meppen wechselte er im Sommer 2022 zum Ligakonkurrenten FSV Zwickau und unterschrieb einen Zweijahresvertrag.